# Age (chi bướm)
Age là một chi bướm đêm thuộc phân họ Olethreutinae trong họ Tortricidae.

## Hình ảnh

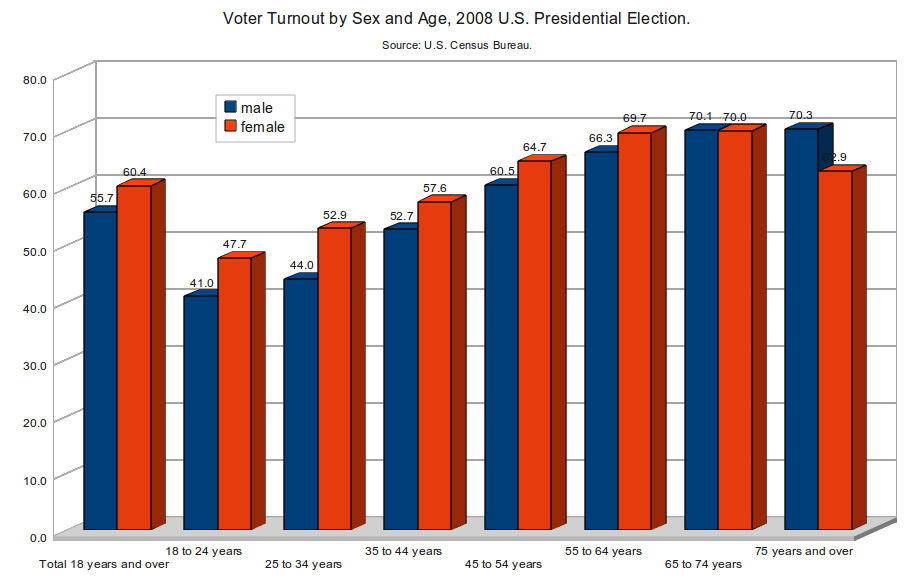

## Các loài
- Age arabica Kuznetzov, 1997
- Age onychistica Diakonoff, 1982